# NGC 1130
NGC 1130 é uma galáxia  localizada na direcção da constelação de Perseus. Possui uma declinação de +41° 36' 22" e uma ascensão recta de 2 horas, 54 minutos e 24,5 segundos.
A galáxia NGC 1130 foi descoberta em 8 de Dezembro de 1855 por William Parsons.